# Warren Weaver
Warren Weaver (Reedsburg, Wisconsin, 17 de julho de 1894 — New Milford, Connecticut, 24 de novembro de 1978) foi um matemático estadunidense.
Co-autor do livro Teoria Matemática da Comunicação (The Mathematical Theory of Communication), publicado em 1949 juntamente com Claude Shannon. Por sua forma acessível também a não-especialistas, este livro reimprimiu e popularizou os conceitos de um artigo científico de Shannon publicado no ano anterior, intitulado Teoria Matemática da Comunicação (A Mathematical Theory of Communication).